# Teresa Porzecanski
Teresa Porzecanski Cohen (Montevideo, 5 de mayo de 1945) es una escritora y antropóloga uruguaya. Sus trabajos de ficción abarcan temas que van desde lo femenino y religioso a las vivencias y tradiciones de las comunidades judías asentadas en Uruguay, las minorías afrodescendientes, la religiosidad popular, los sistemas de creencias no tradicionales, el cuerpo y sus implicancias en la identidad, las causas del prejuicio social e individual, todo ello visto desde una perspectiva antropológica. Su ensayística cubre áreas antropológicas, de ciencias sociales y de trabajo social. Uno de sus principales temas de estudio es la función del cuerpo dentro del sistema social y las formas que el ser humano se ha dado para mirarse a sí mismo.
Actualmente su biblioteca especializada en antropología se encuentra albergada en el Centro de Documentación Daniel Vidart, en la ciudad de Paysandú.

## Trayectoria
Nació en el seno de una familia judía de ascendencia asquenazí por vía paterna y sefardí por materna. Su padre llegó a Uruguay en 1928 desde Libau, Letonia, a los 14 años, escapando del antisemitismo europeo. Su madre nació en Uruguay de madre venida de Beirut y de padre nacido en Damasco.
Se graduó como Licenciada en Trabajo Social en la Universidad de la República. Realizó un Doctorado en Trabajo Social con especialidad en Desarrollo Comunitario. Al mismo tiempo, se graduó como Licenciada en Ciencias Antropológicas en la Universidad de la República, con especialidad en Etnología, realizó un posgrado en Hermenéutica (Universidad de Bilbao) y una Maestría en Tecnologías de la Información y la Comunicación (Universidad Complutense de Madrid). Ha sido docente de grado y posgrado en Antropología Cultural en la Universidad de la República, en la Universidad Católica del Uruguay, en el Centro Latinoamericano de Economía Humana y en diversas universidades y centros académicos de Argentina, Brasil, Perú, México, Suecia, Estados Unidos, Puerto Rico e Israel. Ha trabajado como investigadora y docente universitaria en varios países de América y Europa.
En 1988 accedió a una beca Fulbright. En 1992, ganó la beca Guggenheim para el estudio del folclore sefardí y la finalización de su novela "Perfumes de Cartago". En 2005, le fue otorgada la beca Residencia de la Fundación Rockefeller en Bellagio (Italia), para concluir la novela Su pequeña eternidad. Recibió cinco veces premios del Ministerio de Educación y Cultura (1967, 1976, 1995, 2007 y 2008), dos veces el de la Intendencia Municipal de Montevideo (1986 y 1989), el premio Bartolomé Hidalgo de la Crítica en 1995, el premio Morosoli de Literatura al conjunto de su obra en 2004, entre otros.

## Obras
Más de cien artículos suyos, ensayos, obras de ficción, etc., han aparecido en publicaciones especializadas y antologías, en varios idiomas.
Novela
- Invención de los soles (MZ, 1981 - Comunidad del Sur, Estocolmo, 1982)
- Una novela erótica (Margen, 1986 - Planeta, 2000)
- Mesías en Montevideo (Ed. Signos, 1989 - Arca, 2005)
- Perfumes de Cartago (Ediciones Trilce, 1994 - Planeta, 2003)
- La piel del alma (Seix-Barral, 1996)
- Felicidades fugaces (Planeta, 2002)
- Su pequeña eternidad (Planeta, 2007 - Criatura Editora, 2016)
- Irse y andar (Ediciones B, 2011 - Planeta 2016)
- La vida simple. Crónicas cotidianas (Seix Barral Biblioteca Breve, Editorial Planeta, Montevideo, 2019)
- Irse y andar (Bolsilibros, Planeta, Montevideo, 2016)

Cuento
- El acertijo y otros cuentos (Arca, 1967)
- Historias para mi abuela (Letras, 1970)
- Construcciones (Arca, 1979)
- Ciudad impune (Monte Sexto, 1986)
- La respiración es una fragua (Ediciones Trilce, 1989)
- Primeros cuentos (Solaris, 1998)
- Nupcias en familia y otros cuentos (Editorial Alfaguara-El Observador, 1998)
- Cosas imposibles de explicar y otros cuentos escogidos (Rebeca Linke, 2008)

Poesía
- Esta manzana roja (prosa y poesía, 1972)
- Intacto el corazón (poesía y relatos, Ed. Banda Oriental, 1976)
- Palabra líquida (antología poética, Ático Ediciones, 2006)

Ensayo (lista parcial)
- Desarrollo de comunidad y subculturas (1972)
- Mito y realidad en Ciencias Sociales (1973)
- Lógica y relato en Trabajo Social (1974)
- Curanderos y caníbales. Ensayos antropológicos sobre guaraníes, charrúas, bororos, terenas y adivinos (1989)
- Rituales, ensayos antropológicos sobre umbanda, mitologías y ciencias sociales (1991)
- Historias de vida: negros en el Uruguay (1994)
- Historias de vida de inmigrantes judíos al Uruguay (1986)
- Historias de la vida privada en el Uruguay (1996) con José Pedro Barrán y Gerardo Caetano
- Las religiones en el Uruguay: algunas aproximaciones (2004) con Gerardo Caetano, Pablo Dabezies y otros autores
- La vida comenzó acá: inmigrantes judíos en el Uruguay (Linardi y Risso, 2005)
- Historias de exclusión: afrodescendientes en el Uruguay (2006) en coautoría con Beatriz Santos.
- Cuestiones del corazón. Ensayos antropológicos (Taurus, 2007)
- El cuerpo y sus espejos. Estudios culturales (Taurus, 2008) compilación
- Somos cuerpo, itinerarios y límites (EAE, 2011)
- Palabra, silencio y representación. Estudios crítico-culturales sobre modos de representación (2011)
- Pensando el tiempo. Una antropología de la temporalidad (EAE, 2011)

En otros idiomas
- Sun Inventions and Perfumes of Carthage, two novellas (University of New Mexico Press, Estados Unidos, 2000)
- La pelle dell'anima (Centro Studi Jorge Eielson, Florencia, Italia, 2019) Traducción y notas de Marco Benacci.